# Toho Studios
TOHO Studios Co., Ltd. (Japanese: TOHOスタジオ株式会社, Hepburn: Tōhō Sutajio kabushiki gaisha) è una società di produzione cinematografica giapponese sussidiaria di Toho, fondata l'8 novembre 1971 come Toho Pictures, Inc. (株式会社東宝映画, Kabushiki gaisha Tōhō Eiga, lett. 'Toho Film Co., Ltd.'), la società originariamente serviva come spin-off del dipartimento di produzione originale della Toho, e produsse oltre 160 film. Nel dicembre 2020, Toho Pictures si è fusa con Toho Studio Service Co., Ltd. (株式会社東宝スタジオサービス, Kabushiki gaisha Tōhō Sutajio Sābisu), per creare TOHO Studios, che ha sede a Seijo, Setagaya, Tokyo.

## Filmografia

### Toho Pictures
- Here Comes Golden Bat (1972)[5]
- Bye-Bye Jupiter (1984)[6]
- Il ritorno di Godzilla (1984)
- Godzilla contro Biollante (1989)
- Godzilla contro King Ghidorah (1991)
- Chōshōjo Reiko (1991)
- Godzilla contro King Ghidorah (1991)
- Godzilla contro Mothra (1992)
- Godzilla vs. Mechagodzilla II (1993)
- Orochi, the Eight-Headed Dragon (1994)
- Gojira VS Space Gojira (1994)
- Godzilla vs. Destoroyah (1995)
- Yatsuhaka-mura (1996)
- Rebirth of Mothra (1996)
- Rebirth of Mothra II (1997)
- Rebirth of Mothra III (1998)
- Gojira 2000 - Millennium (1999)
- Gojira × Megaguirus - G shōmetsu sakusen (2000)
- Gojira Mosura King Gidora - Daikaijū sōkōgeki (2001)
- Gojira × Mekagojira (2002)
- Godzilla: Tokyo SOS (2003)
- Gojira - Final Wars (2004)
- Spring Snow (2005)
- As the Gods Will (2014)[7]
- Shingeki no kyojin - Attack on Titan (2015)[8]
- Shin Godzilla (2016) [con Cine Bazar][9]
- Rage (2016)
- Murder at Shijinso (2019)[10]
- Last Letter (2020)
- Love Me, Love Me Not (2020)

### TOHO Studios
- Brave: Gunjō Senki (2021)
- Shin Ultraman (2022) [con Cine Bazar][11]
- Godzilla Minus One (2023) [con Robot Communications][12][13]